# Vedah Bertram
Vedah Bertram (4 de diciembre de 1891-26 de agosto de 1912) fue una actriz estadounidense de cine mudo.

## Primeros años
Vedah Bertram nació en Boston, Massachusetts como Adele Buck, hija de Jerome H. Buck y Jennie E. Howell Buck. A veces se describe a su padre como un rico editor o abogado de Boston, en el momento de su muerte, era el director de publicidad de un periódico de Brooklyn.
Sus padres se divorciaron en 1897 y su madre murió en 1907. Adele se crio en la casa de su abuela materna en Sheepshead Bay, Nueva York. Asistió a la Wesleyan Academy en Wlibraham, Massachusetts, aunque algunas fuentes dicen que también se graduó en el Wellesley College. Estaba comprometida con un hombre llamado Leavitt H. Merrill, y él la siguió cuando se mudó a California para seguir una carrera cinematográfica.

## Carrera
Broncho Billy Anderson vio la foto de Buck en una columna de sociedad de Boston y se puso en contacto con ella para pedirle que fuera su actriz principal en la serie de películas mudas que estaba realizando. Debido a la oposición de su familia, utilizó el nombre de "Vedah Bertram", para ayudar a proteger a su familia del escándalo. Se convirtió en un éxito inmediato en el cine como la protagonista romántica de Broncho Billy. En 1912, realizó más de 20 películas western de un rollo para Essanay Studios, y tuvo una gran cantidad de seguidores. Su primera película fue The Ranch Girl's Mistake (1912); su última, estrenada póstumamente, fue Broncho Billy Outwitted (1912).

## Muerte
En julio de 1912, Bertram ingresó en un hospital de Oakland con dolores de estómago y murió el 26 de agosto, a los 20 años, al parecer por complicaciones tras una operación de apendicitis aguda. Fue una de las primeras estrellas de cine reconocidas que fue llorada por el público. Su tumba se encuentra en el Cementerio Woodlawn en el Bronx.